# .wf
.wf is het achtervoegsel van domeinnamen in Wallis en Futuna. .wf-domeinnamen worden uitgegeven door AFNIC, dat verantwoordelijk is voor het topleveldomein 'wf'.